# Peștera, Teceu
Peștera (în ucraineană Пещера, transliterat: Peșcera) este un sat în comuna Apșa de Jos din raionul Teceu, regiunea Transcarpatia, Ucraina.

## Demografie
Componența lingvistică a localității Peștera
     Română (100%)
Conform recensământului din 2001, toată populația localității Peștera era vorbitoare de română (100%).